# 埃米尔·梅西耶
埃米尔·梅西耶（法語：Émile Mercier，？—？），法国男子射箭运动员。他曾代表法国参加1900年夏季奥林匹克运动会射箭比赛，获得一枚铜牌。